# Passo Coe
Der Passo Coe ist ein 1610 m s.l.m. hoher Gebirgspass zwischen den italienischen Provinzen Trient und Vicenza.

## Verlauf
Die asphaltierte Passstraße führt von Folgaria kommend auf die Passhöhe des Passo Coe, überquert dann den Passo Valbona (auch: Forcella Valbona) um wenige Kilometer vor Tonezza del Cimone mit der vom Passo del Sommo kommenden Straße zusammenzutreffen.

## Lage und Umgebung
Westlich der Passhöhe gibt es zwei ehemalige österreichische Festungswerke aus der Zeit des Ersten Weltkrieges: Etwa 3 km nordwestlich liegt das Zwischenwerk Sommo (it. Sommo alto), etwa 3 km westlich das Werk Serrada (auch Dosso del Sommo).
Am Lago Coe, einem kleinen See am Passo Coe, befinden sich Teile einer ehemaligen Flugabwehr-Raketenstellung aus der Zeit des Kalten Krieges, die 2012 zu einem Museum umgestaltet worden ist.
Nördlich des Passo Coe liegt der ebenfalls von Folgaria kommende Passo del Sommo. Südlich verläuft, durch den Monte Maggio (1854 m s.l.m.) vom Passo Coe getrennt, der Passo della Borcola.
Im Verlauf der Straße zwischen Folgaria und der Passhöhe des Passo Coe führen mehrere Luftseilbahnen in die umgebende Bergwelt.
Der Passo Coe liegt am Europäischen Fernwanderweg E5.